# Mesophyllum syntrophicum
Mesophyllum syntrophicum (Foslie) W.H.Adey, 1970  é o nome botânico  de uma espécie de algas vermelhas  pluricelulares do gênero Mesophyllum, subfamília Melobesioideae.
- São algas marinhas encontradas nas regiões tropicais e subtropicais do Atlântico ocidental.

## Sinonímia
- Lithothamnion syntrophicum Foslie, 1901.